# Lene Hauová
Lene Vestergaardová Hauová (nepřechýleně Vestergaard Hau, * 13. listopadu 1959 Vejle, Dánsko) je dánská fyzička a pedagožka. Je profesorkou fyziky a aplikované fyziky na Harvardově univerzitě.
V roce 1999 vedla tým Harvardovy univerzity, kterému se pomocí Boseho-Einsteinova kondenzátu podařilo zpomalit světelný paprsek na rychlost přibližně 17 metrů za sekundu a v roce 2001 dokázala paprsek zcela zastavit. Pozdější práce založená na těchto experimentech vedla k přenosu světla do hmoty a poté z hmoty zpět do světla, což je proces s důležitými důsledky pro kvantové šifrování a kvantové počítače. Novější práce se týkaly výzkumu nových interakcí mezi ultrachladnými atomy a systémy v nanoskopickém měřítku. Kromě výuky fyziky a aplikované fyziky přednášela na Harvardu také energetiku, zahrnující fotovoltaické články, jadernou energii, baterie a fotosyntézu. Kromě vlastních experimentů a výzkumu je často zvána k přednáškám na mezinárodních konferencích a podílí se na strukturování vědecké politiky různých institucí. Byla hlavní řečnicí na konferenci EliteForsk-konferencen 2013 („Konference o elitním výzkumu“) v Kodani, které se zúčastnili ministři vlád a vedoucí pracovníci v oblasti vědecké politiky a výzkumu v Dánsku.
Jako uznání jejích četných úspěchů ji časopis Discover v roce 2002 ocenil jako jednu z 50 nejvýznamnějších žen ve vědě.